# Tra cielo e terra (programma televisivo)
Tra cielo e terra è un programma televisivo scritto e condotto da Marco Liorni.
Il programma è di carattere divulgativo e spirituale, ognuna delle quali il conduttore va alla scoperta dei più importanti monasteri e abbazie d'Europa, raccontandone la storia, gli aneddoti e la spiritualità del luogo e dei monaci.

## Puntate
La serie è composta da sedici puntate:
1. In cerca d'Amore, Francesco d'Assisi sull'Eremo delle Carceri.
2. Santo della città dei ceri, sulla Festa dei ceri di Gubbio.
3. Le due facce della preghiera, sull'Abbazia di San Nilo a Grottaferrata.
4. Luce nel buio, sull'Abbazia di Farfa nel reatino.
5. Sospesi in aria, sulle meteore di Roussanou e Varlaam, in Grecia.
6. L'isola delle donne, sull'Abbazia di Frauenchiemsee, in Germania.
7. Sulla riva dell'anima, sull'Abbazia di Weltenburg, in Germania.
8. Nel nido degli angeli, sulla Sacra di San Michele, in Piemonte.
9. Ospiti di Dio, sull'Ospizio del Gran San Bernardo, in Svizzera.
10. L'anima dentro la roccia, su San Benedetto da Norcia.
11. Eroi del silenzio, sull'Abbazia di Praglia, in Veneto.
12. L'abito bianco e la Corona, monasteri di Poblet e Vallbona in Catalogna.
13. La parola che salvò un popolo, su Mechitar di Sebaste.
14. Il disegno col bastone che sorveglia la Maremma, su Paolo della Croce.
15. La Moreneta e il Santo Graal, sul Monastero di Montserrat, in Catalogna.
16. Sul monte delle stimmate, Francesco d'Assisi su Santuario della Verna.

## Premi e riconoscimenti
- Premio Moige 2018 [3]